# Suzanne Lafontová
Suzanne Lafontová (nepřechýleně Suzanne Lafont; * 9. července 1949, Nîmes) je francouzská fotografka.

## Životopis
Lafontová se narodila 9. července 1949 v Nîmes. V roce 1992 měla samostatnou výstavu s názvem Projects 37: Suzanne Lafont v Muzeu moderního umění v New Yorku.
Její dílo je mimo jiné zahrnuto ve sbírkách Kanadské národní galerie, Metropolitního muzea umění, Fonds régional d'art contemporain Pays de la Loire a Lorraine, Muzea královny Sofie v Madridu.
Zúčastnila se výstav documenta IX a documenta X.
Autorku zastupuje Erna Hecey Gallery v Lucemburku.

## Vybrané publikace
- Jean Francois Chevrier, rozhovor s Christsian Milovanoff, Suzanne Lafont: 1984-1988. Marseille: Musées de Marseille, Arles: Actes Sud, 1989,ISBN 978-2-86869-384-6[10]
- Jean-François Chevrier, Catherine David, Suzanne Lafontová. Paříž: Galerie nationale du Jeu de paume, 1992 ISBN 978-2-908901-09-2
- Chantal Pontbriand, Suzanne Lafont, Rochechouart: Musée départemental d'art contemporain de Rochechouart, 1997 ISBN 978-2-911540-02-8[11]
- Paul Sztulman, Suzanne Lafont. Paříž: ed. Hazan, 1998 ISBN 978-2-850256387
- L, lecture: 46 epizod. Arles: Actes Sud, 2001 ISBN 978-2-7427-3647-8[12]
- Marie de Brugerolle, Suzanne Lafont, Appelé par son nom. Arles: Actes Sud, 2003 ISBN 2-7427-4396-0
- Marcella Lista, Suzanne Lafont: Situace. La Garenne Colombes: Bernard Chauveau Editeur, 2015. ISBN 978-236306-142-3[13]